# Диурбел (област)
Диурбѐл (на френски: Diourbel) е една от 11-те области на Сенегал. Разположена е в западната част на страната. Столицата на областта е град Диурбел. Площта на област Диурбел е 4824 км², а населението ѝ е 1 497 455 души (по преброяване от 2013 г.). Областта се разделя на 3 департамента.